# 青森県道266号関根蒲野沢線
青森県道266号関根蒲野沢線（あおもりけんどう266ごう せきねかまのさわせん）は、青森県むつ市から下北郡東通村に至る一般県道である。

## 概要
むつ市関根で国道279号から分岐し、東通村蒲野沢で青森県道6号むつ尻屋崎線に合流する。
東西にほぼ直線に延びる道路ではあるが、改良工事できず拡幅されていない箇所と拡幅済みの箇所が点在する。

### 路線データ
- 起点 : むつ市大字関根[1]（国道279号交点）
- 終点 : 下北郡東通村大字蒲野沢[1]（青森県道6号むつ尻屋崎線交点）

## 歴史
- 1991年（平成3年）6月28日 - 青森県が県道に認定する[1]。

## 路線状況

### 冬期閉鎖区間
- むつ市関根 - 東通村入口（12月上旬 - 4月下旬）

## 地理

### 交差する路線
- 国道279号（起点）
- ラベンダー街道
- 青森県道6号むつ尻屋崎線（終点）

### 沿線の施設など
- 下北交通大畑線廃線跡
- ふれあいグランドファーム